# Onosma caucasicum
Onosma caucasicum är en strävbladig växtart. Onosma caucasicum ingår i släktet Onosma och familjen strävbladiga växter.

## Underarter
Arten delas in i följande underarter:
- O. c. caucasicum
- O. c. oligotrichum